# ایستگاه متروی مای
ایستگاه متروی مای (انگلیسی: 1 Mai metro station) نام یک ایستگاه مترو است که در شمال شهر بخارست قرار دارد.
این ایستگاه به شیوه ای شبیه به مترو Griviţa و Gara de Nord II ساخته شده است که دارای یک پلت فرم مرکزی وسیع، یک طرح رنگ آبی-خاکستری و تیره با استفاده از کف گرانیت مشکی، دیوارهای مصنوعی آبی و خاکستری با درزهای فلزی کروم و آلومینیوم است.